# James Barbour
James Barbour (Barboursville, 10 juin 1775 - Barboursville, 7 juin 1842) est un homme politique américain.

## Biographie
James Barbour était le dix-huitième gouverneur de la Virginie. Né à Orange County dans l'État de Virginie, c'est le fils de l'homme politique Thomas Barbour et de Thomas Pendleton. Ses parents possédaient une grande propriété foncière de plus de 2 000 hectares (8 km2), une fortune qu'il a rapidement dilapidé. Le 29 octobre 1792, il épousa Lucy Barbour Johnson, fille de Benjamin Johnson. 
Parmi les fonctions détenues, il fut président de la Chambre des délégués de Virginie (1809-1812), le 18e gouverneur de Virginie (1812-1814), sénateur représentant l'État (1815-1825), et le onzième secrétaire de la guerre des États-Unis du 7 mars 1825 jusqu'au 23 mai 1828 dans le gouvernement de John Quincy Adams.